# Camptotypus cinctator
Camptotypus cinctator är en stekelart som först beskrevs av Guérin-Méneville 1830.  Camptotypus cinctator ingår i släktet Camptotypus och familjen brokparasitsteklar. Inga underarter finns listade.